# Godło Niue

Godło Niue

Godło w latach 1976-2021

Godło Niue (ang. Public Seal of Niue) – zostało stworzone w roku 1974, kiedy Niue stało się terytorium stowarzyszonym Nowej Zelandii. W 2021 roku została przyjęta nowa wersja.

## Historia
Do roku 1976 Niue używało herbu Nowej Zelandii, godło powstało, aby potwierdzać, w formie pieczęci, dokumenty państwowe, za jego użytek odpowiedzialny jest marszałek zgromadzenia Niue, jest on powiernikiem pieczęci oraz odpowiada za jej nienadużywanie. Pieczęć z herbem znajduje się na wszystkich wyrokach sądowych. W roku 1977 Niue poprosiło o zmianę prawa parlament Nowej Zelandii tak, aby pieczęć Niue miała takie same prawa jak pieczęci innych terytoriów zależnych.

## Wygląd do 2021 roku
W centrum znajdował się herb Nowej Zelandii składające się z tarczy podzielonej na pięć części, na których widnieją odpowiednio: runo (symbol hodowli owiec), łan zboża (symbolizujący rolnictwo), konstelacja Krzyż Południa, dwa skrzyżowane młotki (symbol pracy) oraz pośrodku trzy statki (symbol rybołówstwa oraz gospodarki morskiej). Nad tarczą znajdowała się korona brytyjska a pod spodem liście paproci, na których widniał napis "New Zealand". Po bokach stała postać kobiety z flagą brytyjską (symbol imigrantów z Wielkiej Brytanii) oraz maoryski wojownik (symbol ludności rdzennej). Ponad godłem znajdował się napis "Public Seal of Niue", a pod godłem napis "Niue".